# Algodonales
Algodonales es un municipio y una villa de España, en la provincia de Cádiz, Andalucía. Se encuentra en la entrada norte del parque natural de Sierra de Grazalema, en el extremo septentrional de la provincia, concretamente en la falda de la sierra de Líjar, entre los ríos Guadalete y Guadalporcún. Tiene un amplio pantano que limita con el término municipal de Zahara de la Sierra y el Gastor. Forma parte de la ruta de los Pueblos Blancos. El término municipal limita al norte con los de Villamartín, Puerto Serrano y Morón de la Frontera (Sevilla); al sur, con El Gastor; al este, con Olvera; y al oeste, con Zahara. Tiene una población de 5443 habitantes (INE 2024). La extensión superficial del término municipal es de 135 km² y tiene una densidad de 42,41 hab/km². Se encuentra situada a una altitud de 370 metros y a 118 kilómetros de la capital de provincia, Cádiz.
Las poblaciones más cercanas son Zahara de la Sierra, Olvera y La Muela. Su desarrollo se basa fundamentalmente de la agricultura, y el turismo rural y de aventura.

## Historia

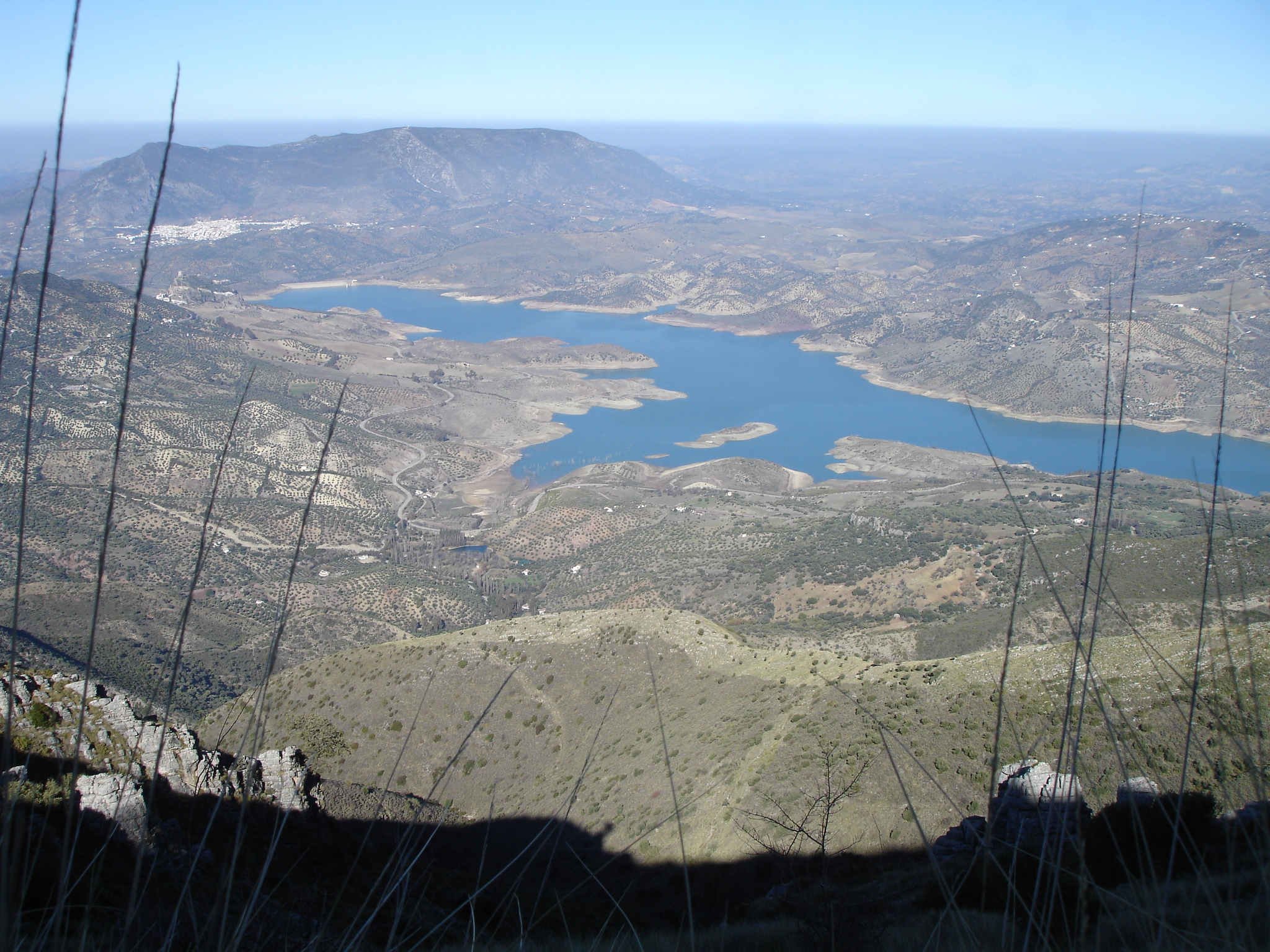
Algodonales desde el Cerro Coros (Puerto de las Palomas).

Sus primeros asentamientos humanos, de época neolítica, tuvieron lugar en los abrigos naturales de Cueva Santa, Chamusquina y Castillejo, a los que hay que añadir las posteriores fortificaciones ibéricas del cerro de la Botinera.
El origen de la población está vinculado a la política de repoblación de las tierras reconquistadas a principios del siglo XVI. El reparto de la tierra que proclama hacia 1.520 la familia ducal de Arcos, los Ponce de León, marca el origen de la colonización de Algodonales. La fertilidad de la tierra y la abundancia de agua, atrajeron a vecinos de la Villa de Zahara, a colonizar la vega que se extiende a los pies de la sierra de Líjar. La construcción de las casas en terrenos comunales, hizo que el Consejo de Zahara emprendiera a mediados del siglo XVI un pleito con el duque de Arcos, señor de estas tierras, para que no se despoblara la villa matriz, derribando las casas de los colonos. Pese a las continuas devastaciones, ya en 1566 pasa a ser aldea y obtiene una bula del papa para construir una iglesia consagrada a Santa Ana. A finales del siglo XVI se convierte en un importante núcleo de población, que pasó a denominarse "Puebla de los Algodonales".
Durante la Guerra de la Independencia, en 1810, las tropas francesas incendiaron el núcleo, dando muerte a casi una décima parte de su población. El escudo actual del municipio (una casa incendiada) refleja la tragedia sufrida por sus habitantes en aquel conflicto. Precisamente, el comportamiento heroico de los defensores de la puebla frente al ejército napoleónico fue el argumento que esgrimieron para exigir su segregación respecto de su matriz. En 1817, el rey Fernando VII otorgó a Algodonales el título de villa y un término propio de 23.000 fanegas, logrando su independencia definitivamente de Zahara de la Sierra. 

## Citas y descripciones

### Rodrigo Caro
ALGODONALES (siglo XVII): Pudo ser que esta villa (Zahara) estuviese en mejores tiempos y más pacíficos edificada en la falda de la sierra de Líjar, donde hoy llaman Los Algodonales. Allí vi hartos vestigios de antigua población que aún están hoy en pie. En este sitio, al oriente de la sierra, hay un llano apacible y hermoso en el que hay varias y abundantes fuentes de excelente agua que riega muchas huertas y arboledas que allí hay. Y, además de las fuentes, pasa tan cerca el río Guadalete que también les puede se de mucha comodidad, si no les sobrara mucha agua de las fuentes, que allí, en el mismo río, nacen, por cuya comodidad poco a poco se han bajado de Zahara muchos vecinos; y hoy tiene allí población de más de doscientos vecinos, si bien los señores duques de Arcos han repugnado el poblar este sitio porque no se despueble el otro, que está de allí media legua, poco más 

### Pascual Madoz

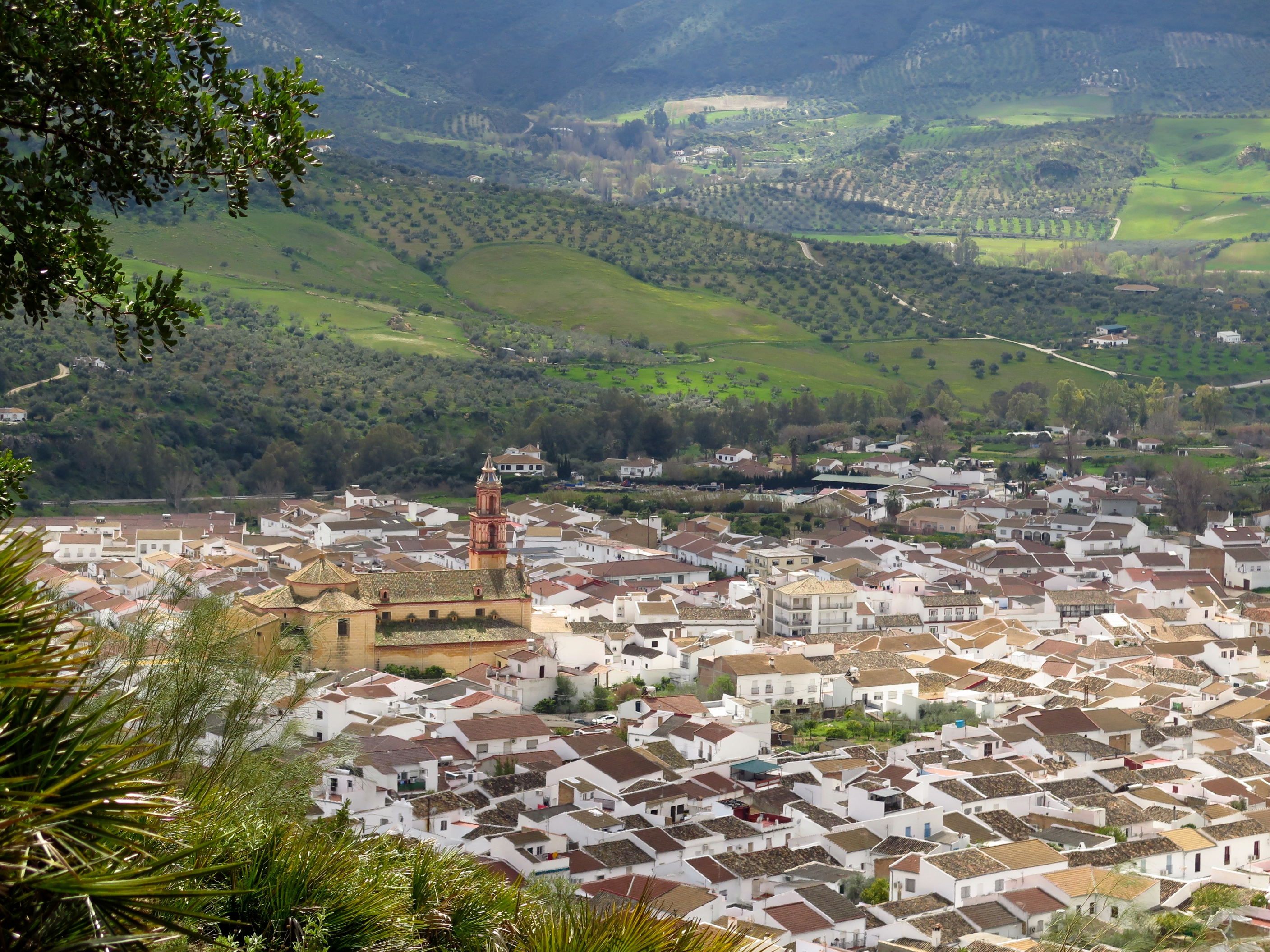
Algodonales desde el Sendero de las Fuentes

ALGODONALES (siglo XVIII): Villa con ayuntamiento de la provincia de Cádiz (20 leguas), partido judicial de Olvera(3), administración de rentas de Jerez(12), audiencia Territorial, capitanía general y diócesis de Sevilla (13). Hallase en una llanura á la falda de la sierra de Líjar que la liberta del sol en la estación del estío desde las 4 y 1/2 de la tarde. La combaten los vientos del S, SO, O, y algunas veces el de levante. El clima es muy templado, benigno y saludable, y la población está resguardada de los aires del N por la indicada sierra, vestida toda de arbustos, encinas y pastos, en la cual nacen 12 fuentes perennes de agua dulce, llamadas la Higuera, Algarrobo, Alta, Higuereta, Cabera , Chorrito, San José, Dornajo, Cristóbal Gómez, Zapatera, Muela, Vivoras y otras muchas pequeñas.- las 5 primeras dan impulso á varios molinos harineros , y surten al vecindario , por hallarse algunas dentro de la v. Úñese á la sierra de Lijar una loma también de bastante al tura, cubierta de viñedos y olivos, y ambas forman un gracioso valle de figura cuadrilonga, con un poco de declive hacia la loma de tierra llamada Dehesa Vieja: ei suelo es tan pintoresco, que la más acabada descripción no sería bastante para explicar el conjunto. De bellezas que ofrece la naturaleza en aquel sitio. Tiene 1,020 casas entre ellas la consistorial en regular estado , cárcel es - trecha é insegura, escuela de instrucción primaria para niños (i 14) dotada con 2,200 reales Anuales de los fondos de propios . Otra de niñas (40) con 1,000 r s . ; suntuosa iglesia Parr. De 2.° ascenso dedicada á Sta. Ana; una ermita (Ntra Sra. De la Concepción) dentro del pueblo, edificada á expensas de ¡os fieles; y otra situado á la entrada del SO. Bajo la advocación de Jesús Nazareno; en las 3 jgi. Se celebran los oficios divinos", y tienen para su servicio, un cura, un teniente, 6 presbíteros, un sochantre, un sacristán nombrado por este , un crucero y 2 acólitos. Estramuros hay un conv. Llamado del Juncal", fundado en icol; perteneció á la orden de carmelitas calzados, y en el diano tiene destino. Las casas y demás edificios citados están distribuidos en calles interpoladas con hue.tas productivas de ricas y abundantísimas frutas de toda clase, regadas con grandes acequias -de saludables a cuas, que hacen necesarias en algunas calles alean Sarillas al frente de cada casa para su entrada. A pesar de la magnitud de dichas acequias para el movimiento de los molinos , riesode tanto terreno y otros consumos, sobra una tercera parte de agua que no tiene destino alguno; tocándose la ventaja desque esta humedad no produce enfermedades de ninguna clase, pues las que se espenmentan son comunes en cualquiera país. Es digno de notarse sobre este particular , que aunque las epidemias que en el presente sialo han hecho muchas víctimas en todos los pueblos vecinos, en Algodonales no se ha presentado un solo caso, siendo así que su frecuente comunicación con aquellos le esponia á sufrir á la vez ios terribles estragos de la enfermedad epidémica. Confina por NE. Con Olvera ; E. con el Gastor; S. con Zahara, y NO. Con Villamarlin , Puerto-Serrano y Morón (esto último déla provincia De Sevilla): en él se encuentra la ald. De la Muela con 70 vecindad, correspondiente á esta v. en lo civil y en lo ecl. A la de Zahara; la venta de las Eras- Viejas, y otros cas. Poco uotables: comprende 22,214 3/4 fan, de tierra regularmente fértil, de las cuales 432 que son de riego, están plantadas de diferentes árboles frutales, 1,500 de olivar, 150 de viñedo, 4, ooo de labor, 1-2,132 3/4 de pastos y monte y 4,000 de sierra inútil. Cruza el térro, el r. Guadalete , formando un semicírculo hacia la población á dist. De menos de t/4 de leguas; sus márgenes cubiertas de huertas de regadío contrastan graciosamente con los olivares de la parte de"la v . , y con los montes altos y bajos del lado opuesto, y sus aguas son de gran utilidad para los ganados. Se unen á este r. después de juntarse con un grande arroyo llamado el Batan, las aguas sobrantes de las acequias déla v . , y otros dos arroyos de menor cuantía: de modo que estas corrientes, alternando con las alturas, y con las hondonadas que el terreno ofrece-, forman una perspectiva agradable y majestuosa. Esta abundancia de aguas hace que las haya también ferruginosas, á propósito parala curación de ciertas enfermedades; y aún se encuentran dos manantiales sulfúricos , que si se cuidarán , podrían formarse en ellos baños capaces de contener muchas personas: el uno está situado En ladeh. De Serrillary el otro en la de la Nava , ambas de propiedad de la casa de Arcos. Analizadas estas aguas por algunos facultativos curiosos, todos han sido de dictamen que sus propiedades físicas las hacen en general de tan buenos resultados en su aplicación como las de Árdales (V.), y aun superiores para ciertas enfermedades. Es, pues, por todos títulos muy ventajosa la situado De esta v., que ocupa el punto divisorio de la sierra y la campiña, y el centro de muchas pobl,, y en ella, por la bondad de su clima, por las muchas aguas, por la facilidad de adquirir primeras materias, y de esportadas, después de darles nueva forma, podían establecerse fáb. Con éxito casi seguro, si fuesen capitales de fuera á aprovecharse de estas ventajas con que brinda la naturaleza, y que no pueden utilizar los moradores, pobres labriegos, sin fondos para esta clase de especulaciones. Las labores del campo se hacen con cuatro yuntas de ganado mular y 200 de vacuno. CAMINOS-CORREOS.' Tanto el camino que de Málaga, por Ronda y eslav., dirige á Sevilla y Cádiz , como ios de más que facilitan la comunicación con los pueblos inmediatos, se hallan en malísimo estado. La correspondencia se recibe de la caja dePionda, por balijero, los martes y viernes, y se despacha los lunes y jueves de cada semana. Produce Trigo, cebada y toda clase de semillas; acei te , vino ,, muchas frutas , verduras y legumbres; ganado de todas clases , en especial vacuno, cabrio y lanar; caza de conejos y perdices , abundante pesca. La cosecha de aceite, tan estimado en los mercados de los puertos y que por lo regularse paga una peseta mas en a., por esceder en buena calidad á todo lo que se coge en España:, podría aumentarse considerablemente , si la den. De Madrigueras , propia de la casa de Arcos, se cediese por esta á censo enfiteútico á los veciudad, por réditos, aunque fuesen mayores que la renta que hoy satisfacen. Situación Esta deh. Muy próxima a la población, y conteniendo más de 3,000 fan. á la cuerda, las más á propósito para olivos y viñedo , rinde ahora escasos prod., que se multiplicarían extraordinariamente sí Jos moradores de Algodonales viesen satisfechos sus deseos en la parte que hemos indicado. La agricultura es la principal ocupación : hay sin embargo 9 molinos harineros ,7 de ellos con 3 paradas, impulsados con el agua de las fuentes; ocho de aceite; cuatro fáb. De jabón blando; algunos telares de lino y mucha fabricación de esparto: el COMERCIO está reducido á las grandes extracciones de frutas y aceite, c importación de géneros vestir para población. 903 veces 3,338 habitantes.: CAP. TROD.: 5.524,840 reales: BU?. : 281,067 reales 20 ¿rs CONTR:90,452 reales 3 m reales. El presupuesto municipal asciende á 40,000 reales , y sa cubre con los prod. del fondo común. Fue edificada esta población á finales del siglo XVI siendo pueblo de la v. de Zahara. En l." de mayo de l8lo sé vio atacada por una división francesa al mando del general maranci, compuesta de 7,000 hombres, en la cual se hallaban los regimientos números 3, 13 y 43. Los habitantes se opusieron á su entrada , y sin contar más que con sus propias fuerzas y heroísmo , hicieron una tenaz resistencia hasta la mañana del día 2. Había sufrido ya la división del general francés 1,500 bajas , sin haber podido conseguir posesionarse de ningún punto de defensa: animado este general de sentimientos dé humanidad, y respetando tanto valor, intentó evitar el recurso del incendio, proponiendo una capitulación honrosa: ya se hallaba casi generalmente firmada en las distintas manzanas de casas que se habían fortificado, cuando recibió un tiro mortal uno de los gefes más apreciados de sus tropas , y al instante el fuego , el degüello y el. Saco se derramaron por todas partes. En premio del valor y civismo que probó el pueblo en esta' época, y reconocimiento á su desgracia, le fue hecha merced, en .1817, del título de villazgo, y término De 23,000 fan. De terreno , á la cuerda, inclusa la sierra de Lijar y jurisd. Sobre el mismo término; y en el sitio llamado Reyerta donde se ejerce mancomunadamente por las v. de Grazalema , Villaluenga, Benaocaz, Ubrique , Zahara antes Matriz de Algodonales, y la nueva del Gastor cuyas siete villas disfrutan igualmente en unión sus pastos.

### Sebastián Miñano
ALGODONALES (siglo XIX): Lugar secular de España, provincia y arzobispado de Sevilla, partido de Marchena. Alcalde Ordinario, 950 vecinos, 3.470 habitantes, 1 parroquia, 1 convento estramuros.
Situado en la falda de la sierra llamada Bíjar (sic), donde nacen las fuentes perennes y abundantes aun en los años más secos, con las que se riegan y cultivan de 300 a 400 fanegas de tierra, plantada de árboles frutales de toda especie. Está defendido por su situación de los vientos norte, y goza de una temperatura constantemente templada, sin haber padecido ninguna de las epidemias que han infestado a la Andalucía, a pesar de haber tenido comunicación sus vecinos con los de los pueblos infestados.
Produce aceite, frutos y vino, ganados de todas especies, mediana cosecha de trigo, cebada u semillas, pero no las suficientes para el consumo de los habitantes. Industrias: 2 molinos de harina y 8 de aceite, fábrica de esparto y lienzos de producto del país. A distancia de 1 legua está la cortijada de La Muela. Dista 14 leguas de la Capital. Contribuye con Zahara.

## Demografía
Algodonales cuenta con una población de 5443 habitantes (INE 2024).
| Gráfica de evolución demográfica de Algodonales entre 1842 y 2021                                                   |
| |
| Población de derecho según los censos de población del INE Población de hecho según los censos de población del INE |

Según el padrón municipal de habitantes de 2018, el municipio contaba con 5590 habitantes que se repartían en las siguientes entidades de población:
- Algodonales (villa, capital municipal): 5006 habitantes;
- Arenal (caserío): 171 habitantes;
- Campo-Huerta (caserío): 60 habitantes;
- Los Juncales (caserío): 10 habitantes;
- Madrigueras (caserío): 113 habitantes;
- La Muela (aldea): 196 habitantes; y
- La Nava y Lapa (caserío): 34 habitantes.

## Economía

### Evolución de la deuda viva municipal
| Gráfica de evolución de Deuda viva del Ayuntamiento de Algodonales entre 2008 y 2019                                |
| |
| Deuda viva del Ayuntamiento de Algodonales en miles de Euros según datos del Ministerio de Hacienda y Ad. Públicas. |

## Patrimonio

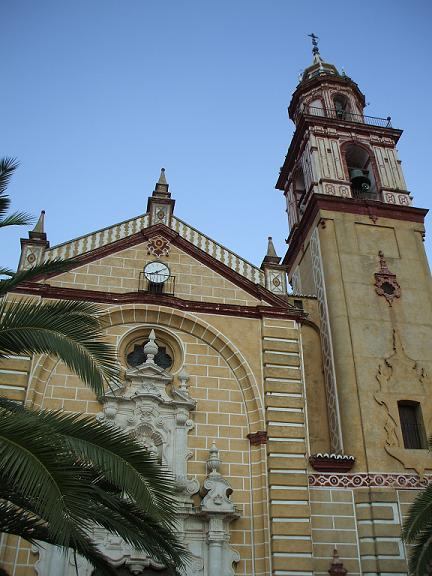
Iglesia de Santa Ana.

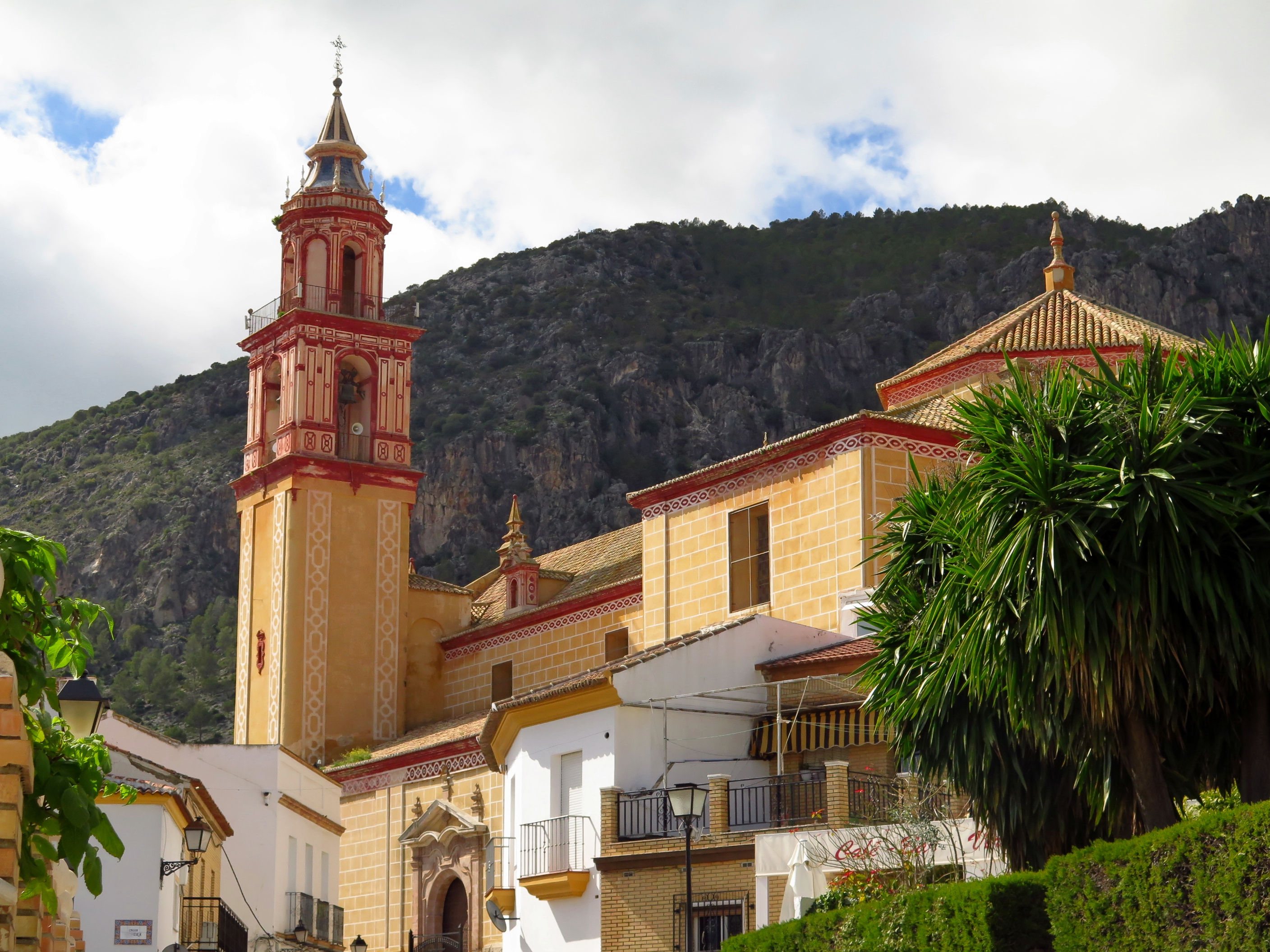
Iglesia de Santa Ana

- Iglesia de Santa Ana: De estilo barroco, fundada el 6 de noviembre de 1784, la iglesia parroquial de Santa Ana preside el centro de la Villa de Algodonales. Construida sobre el solar de la primitiva parroquia, su planta es de salón, con tres naves longitudinales, crucero y testero plano, fue obra del arquitecto José Álvarez. La portada principal y la lateral son obra del excepcional arquitecto Antonio de Figueroa y Ruiz. Del conjunto arquitectónico destaca su espléndida torre, de considerable altura, compuesta por una caña cuadrada, decorada en su cara principal por aristas redondeadas y vanos enmarcados con rica decoración de perfil mixtilíneo, y en las caras laterales y posterior por pilastras con motivos geométricos. En su interior se nos ofrece un bello repertorio de retablos, entre los que destacamos el de la capilla mayor, de factura neoclásica. Digno de mención es su coro, ubicado a los pies del templo, con rica sillería y facistol.

- Ermita de la Virgencita: Situada en las afueras, está dedicada a la advocación de la Virgen de los Dolores. De su existencia tenemos noticia a mediados del XIX en la obra de Madoz. La estética de su arquitectura participa de un gran eclecticismo, con mezcla de motivos neoclásicos y neogóticos con elementos típicos de la arquitectura popular. A ella acude el pueblo en romería el último domingo de mayo.

- Yacimiento arqueológico Cerro de la Botinera: El Yacimiento se encuentra situado en un pequeño cerro cercano a la vertiente oriental de la sierra de Líjar, en el lugar denominado "Cerro de la Botinera", situado a unos 4 km de Algodonales en dirección a Olvera. Este yacimiento pertenece a un asentamiento de época íbero-romana (siglo II a. C.-II d. C.) datable al menos en estas fechas por los materiales arqueológicos, fundamentalmente fragmentos de cerámica ibérica y romana, así como por los restos de estructuras diseminadas en sus laderas y cumbre.

Los molinos de mano para molturar el trigo son también indicio de una explotación del terreno, apareciendo en las cercanías un pie de una presa de aceite, que reflejan el predominio del cereal en los cultivos y el carácter complementario del olivo.
Las dos construcciones principales cuyos restos emergen son cisternas de agua de época romana, que almacenarían agua de lluvia. Se conservan restos de muros de opus incertum y opus signinum, que formarían parte de la cubierta abovedada. Una casa de principios del siglo XX reutilizó el muro de una de ellas, estructura que podemos observar frente a la Era.
- Fuentes y Lavaderos Públicos: Fueron realizados en el siglo XIX y se encuentran repartidos en distintas partes del casco urbano; en el centro del pueblo, en la calle Fuente se encuentra la fuente del Algarrobo y los Lavaderos. En la avenida de la Fuente Alta se encuentra la fuente de la misma denominación. El agua es un recurso muy abundante en la localidad. El Diccionario de Madoz, obra del siglo XIX, aludía a las 12 fuentes de agua dulce y perenne por donde aflora el líquido desde los cursos subterráneos de la sierra: La Higuera, Algarrobo, Alta, Higuereta, Cabeza, Chorrito, San José, Dornajo, Cristóbal Gómez, Zapata, Muela y Víboras.

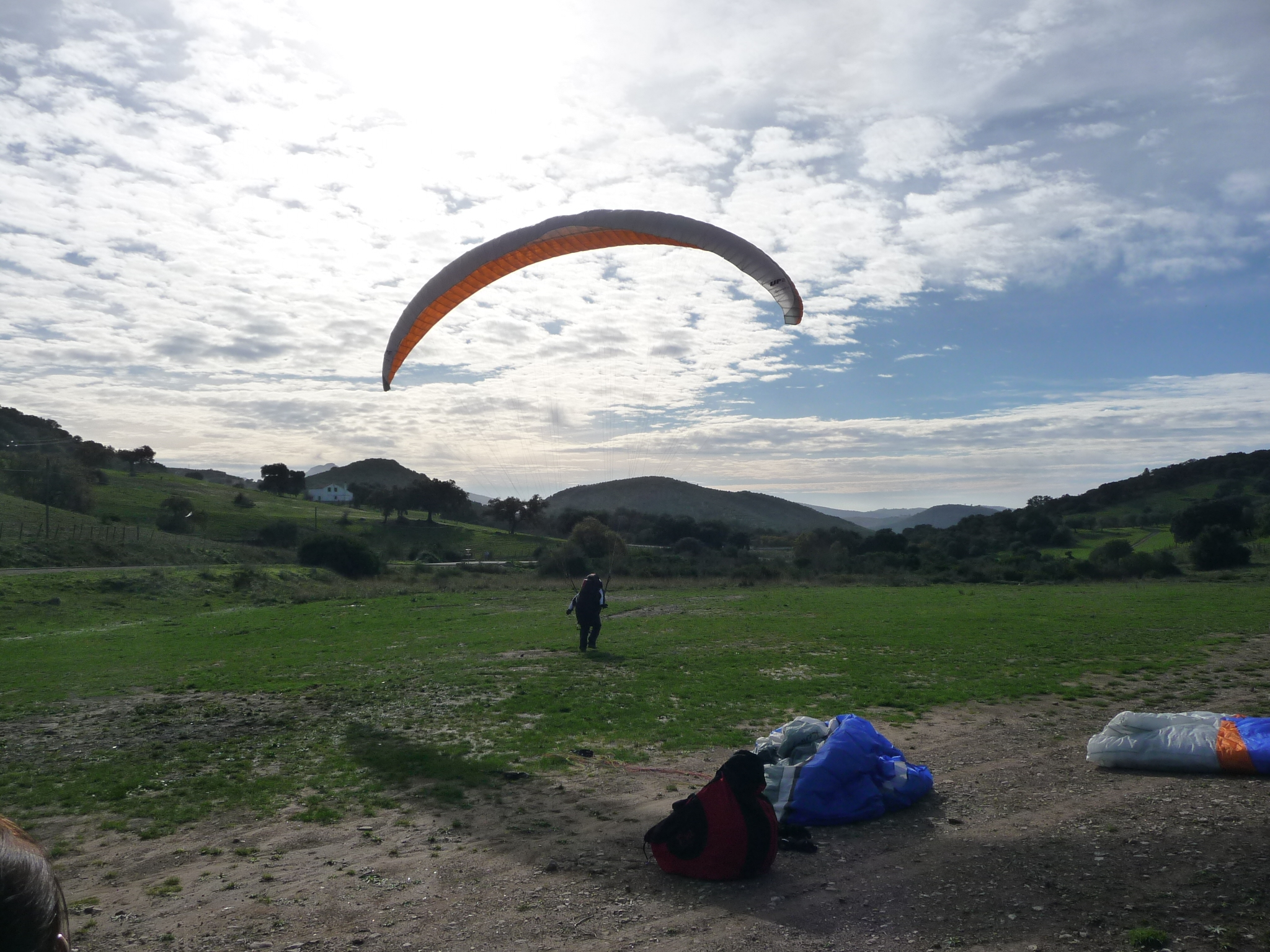
Aterrizaje.

## Fiestas
- Carnaval (coincide siempre con el primer fin de semana del carnaval de Cádiz).Empieza el viernes con la cabalgata donde van carrozas música etc y el concurso de coplas de las chirigotas locales, el día fuerte es el sábado donde todo el pueblo se disfraza.

- Recreación histórica del 2 de mayo de 1810. Durante unos días se recrea el enfrentamiento que tuvieron los algodonaleños ante la invasión del pueblo francés durante la Guerra de la Independencia. Los propios vecinos y asociaciones del pueblo quienes se encargan de dar vida a los personajes y a su vez de organizar los distintos puestos de comida y artesanía que se pueden visitar durante estos días de fiesta. Este festejo se lleva realizando desde 2005 representando escenas cotidianas de la época y la propia batalla contra el ejército francés.[3]
- Romería. Peregrinación celebrada el último domingo de mayo o primer fin de semana de junio dependiendo de como caiga el Corpus Christi.
- Corpus Christi
- Feria y Fiestas de Santiago y Santa Ana. Finales de julio.
- Feria de Las Cabezas.

## Gastronomía

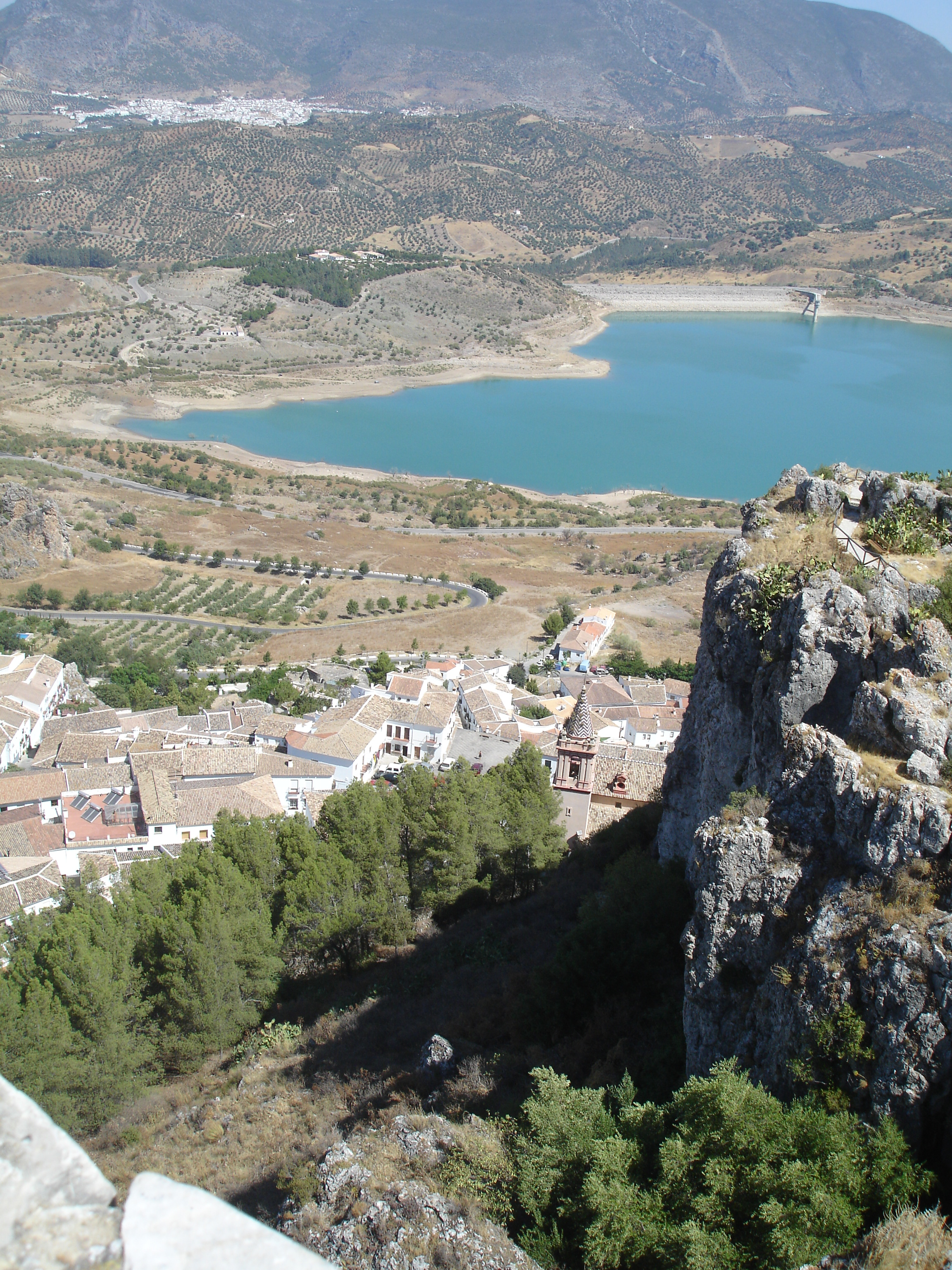
Algodonales (al fondo) desde el castillo de Zahara de la Sierra.

- Gañotes
- Boronías
- Patatas aliñadas
- Aceite de oliva
- Tagarninas

## Personalidades destacadas
Entre otros destacan:
- Valeriano Bernal, artesano de guitarra clásica y flamenca. Artistas como Alejandro Sanz, Paco de Lucía o Paco Cepero usan sus obras.[4]
- Javier (Jota) Linares Moreno, cineasta.[5]

## Naturaleza
El pueblo cuenta con diversas rutas de turismo de naturaleza, aprovechando el río Guadalete.
Se ha realizado el catálogo florístico de la sierra de Algodonales, que con 704 especies de plantas vasculares representa una aportación importante al conocimiento de la flora de la provincia de Cádiz y de Andalucía. En un intento de completar el conocimiento florístico de Cádiz, hemos estudiado durante los dos últimos años la sierra de Algodonales (Algodonales, Cádiz), obteniendo como resultado un catálogo que consta de 704 especies de plantas vasculares, que se encuentran incluidas en el herbario de la Facultad de Biología de Sevilla.